# Dračinec rumělkový
Dračinec rumělkový (Dracaena cinnabari) je strom z čeledi chřestovitých. Je to endemit z ostrova Sokotra v Arabském moři. Domorodci jej pro krvavou barvu jeho mízy a pryskyřice nazývají také „dračí strom“.

## Popis
Strom má dost zvláštní vzhled s hřibovitou korunou. Na rozdíl od většiny jednoděložných dřevin vykazuje tento dračinec druhotné tloustnutí. Na řezu má dokonce růstové zóny, jež připomínají letokruhy známé u dvouděložných stromů. Stejně jako ostatní stromové dračince má specifický habitus. Listy, které opadávají jednou za 3 až 4 roky, totiž najdeme pouze na koncích nejmladších větví.
Plody jsou malé dužnaté bobule, které obsahují 1–3 semena o průměru 4–5 mm a hmotnosti asi 68 mg. Jak plody zrají, přechází jejich barva postupně od zelené přes černou až do oranžové. Zralé plody slouží jako potrava ptákům, například špačkům sokoterským (Onychognatus frater), kteří pak semena roznášejí. Plody vyměšují tmavorudou pryskyřici známou jako dračí krev.
Stejně jako ostatní jednoděložné stromy, například palmy, roste dračinec rumělkový z konce statného kmene. Jeho dlouhé tuhé listy rostou v hustých růžicích na vrcholku. V dospělosti se kmen větví a vytváří hřibovitou korunu s listy dlouhými až 60 cm a širokými 3 cm. Také větve dračince jsou silné a vidličnatě se větví.
Neobvyklý tvar stromu je dán jeho přizpůsobením se životu v prostředí s nedostatkem vláhy, jako jsou vrcholy kopců a hor. Mohutná hustá koruna poskytuje stín a snižuje odpařování vody. Tento stín napomáhá též růstu semenáčů vyrůstajících poblíž dospělého stromu, což vysvětluje, proč mají tyto dračince sklon růst blíže u sebe.

## Rozšíření
Dračince rostou pouze v několika izolovaných populacích ve východní polovině ostrova Sokotra. Vyskytují se v nadmořských výškách od 250 m a výš a jsou tak součástí rozmanitých biotopů. V nižších polohách jsou spíše jen příměsí, avšak na vápencových plošinách od 400 m n. m. do 900 m n. m. vytvářejí dračincové háje a lesy.

## Ohrožení
Vzrůstající počet obyvatel společně s rozvojem turistiky ohrožují faunu i flóru na Sokotře. Vzhledem k těžbě dřeva, zvyšujícím se potřebám pastvy dobytka a rozvoji infrastruktury je větší tlak vyvíjen na květenu souostroví. Tak se z rozšířených a propojených porostů dračince staly izolované populace. Řada z nich trpí nízkou regenerací. Porosty však neničí jen zvýšená pastva a zkrmování květů a plodů hospodářským zvířectvem, největší hrozbu pro tento druh představuje postupné vysychání souostroví Sokotra. Tento proces probíhá již po několik století a jeho výsledkem je špatný stav stromů, které postupně stárnou a nezmlazují se, jakož i rostoucí rozloha suchých ploch, nevhodných pro růst dračince rumělkového. Další hrozbou pro dračincové porosty je těžba jejich pryskyřice a využívání listů k výrobě provazů.
Nejzachovalejším stanovištěm s porostem dračince rumělkového je vápencová plošina Firmihin. Ve zdejším asi 540hektarovém lese žije řada vzácných a endemických druhů. Výzkum odborníků z Lesnické a dřevařské fakulty Mendelovy univerzity v Brně ukázal, že v příštích desetiletích se počet zdejších dračinců sníží kvůli jejich stárnutí a nezmlazování.

## Využití
Pryskyřice stromu na vzduchu tuhne na červenohnědou hmotu, která se lidově nazývá dračí krev. Domorodci ji pro její léčebné a dezinfekční účinky používají již od starověku jako stimulans a abortivum. Kořeny stromu obsahují klejopryskyřici, která se používá k přípravě kloktadla, a jako stimulans, adstringens a do zubní pasty. Kořeny se používají při revmatismu, listy slouží jako karminativum.
Dračí krev se již od starověku používá také jako barvivo. Byly jí barveny například slavné Stradivariho housle. Dodnes tvoří složku houslařských laků. Používali ji též alchymisté a kouzelníci při svých rituálech.